# Volvo Super Olympian
Volvo Super Olympian — двухэтажный автобус особо большой вместимости производства Volvo Bussar, предназначенный для эксплуатации в странах с левосторонним движением. Производился с 1998 по 2004 год, после чего был заменён Volvo B9TL.

## Информация
Volvo Super Olympian был представлен в 1998 году, а одно шасси было отправлено в Гонконг на автосалон, организованный Международным союзом общественного транспорта в том же году. Позднее шасси было возвращено в Великобританию.

## Технические характеристики
Шасси Super Olympian было основано на Volvo Olympian. Передний радиатор был перемещён за переднюю ось на 12-метровой версии или перед второй осью для 10,6-метровой версии (из-за её более короткой колёсной базы). Чтобы ещё больше опустить шасси, функция вспомогательного рулевого управления средней оси была отменена. Система подвески также была в значительной степени модифицирована таким образом, что она управляется электронным способом, а не пассивно перемещается. Одной из особенностей является то, что после поворота блок подвески не возвращается в нормальное состояние, оставаясь наклонённым либо влево, либо вправо, пока автобус не станет неподвижным.
Также был доступен вариант для 11,3-метровой длины Super Olympian, но никаких заказов получено не было. Super Olympian был оснащён Volvo D10A285 (Евро-2 или Евро-3), с максимальной мощностью 285 л. с. (213 кВт). Его несколько недостаточная мощность двигателя заслужила некоторые слегка насмешливые прозвища в Гонконге. Наиболее распространёнными являются «豬» (свинья), «扒» (мясная котлета) и «豬扒» (свиная отбивная, производная от произношения слова «Super»).
Первоначально шасси Super Olympian было построено на заводе Volvo в Ирвине, Шотландия. После закрытия завода в середине 2000 года производство было перенесено во Вроцлав, Польша.

## Вытеснение
Производство Volvo Super Olympian закончилось в 2004 и 2005 годах после завершения последнего заказа от Kowloon Motor Bus и SBS Transit. Его преемником стал Volvo B9TL.